# Trenotki iz učiteljskega življenja
Trenotki iz učiteljskega življenja je delo Josipa Kostanjevca, ki je izhajalo leta 1903 v Ljubljanskem zvonu.

## Vsebina
Učitelj Idolnik je dobil svojo prvo službo. Ponosno je stopal proti vasi Vrbje, kjer bo njegov nov dom in prostor njegovega delovanja za narod in domovino. Ko je prišel v vas, je opazoval ljudi, pokrajino in razmišljal. Srečal je vaškega župnika, ki ga je povabil v cerkev, da bi poskusil orgle. Povedal mu je, da njegovi farani več dajo na dobrega orglarja kot na dobrega učitelja. Idolnik je zaigral na orgle in v cerkvi se je zbrala množica ljudi. Župnik ga je predstavil, nato pa ga povabil, naj si ogleda šolo. Povedal mu je, da so učitelji gospodje, da imajo stalno plačo, kakršne oni nimajo, poleg tega pa dobivajo stranski zaslužek kot orglarji, občinski tajniki … Ponudil mu je svoje vino za odkup, vendar ga Idolnik ni želel. Župnik ga je pregovarjal in Idolnik je na koncu popustil. Oktobra je šel po svojo prvo plačo, a se je že pred njo zadolžil, tako da mu ni ostalo veliko, poleg tega pa je bila plača zelo nizka. Ustavil se je v gostilni, kjer je spoznal učitelja Janeza Zamudo, ki je bil že 25 let učitelj pri Sv. Ahaciju. Tisti dan se ga je prvič polotil strah pred prihodnostjo, po tem ko je začel svojo učiteljsko službo. V Vrbju je živel z materjo in sestro. Učitelj Idolnik je naredil izpit za učiteljsko usposobljenost in od takrat je bil dokončno nameščen v Vrbju. Od prve plače naprej so se mu otroci zdeli kmečki butci z vodenimi glavami in brez možganov, tako da so v šoli ostali le nadarjeni. Velikokrat je razmišljal, ali so otroci krivi za tak položaj. Z Zamudo sta se videvala le na okrajnih učiteljskih konferencah, zato se je odločil, da ga bo obiskal. Zamuda je imel ženo in 10 otrok. Pogovarjala sta se, Zamudnovka pa je prinesla na mizo obilno kosilo. Idolnik je občudoval Zamudo, da vztraja v službi kljub nizki plači in toliko otrok. Tisto noč je Idolnik dobro spal. Komaj je čakal počitnice. Spoznal je družino iz Vrbja, ki je živela v Trstu, in se seznanil s hčerko Mimi, ki je bila izobražena in je veliko brala, a ne slovensko literaturo. Idolnik in Mimi sta se veliko družila in Mimi se je zaljubila vanj. To je Idolnik zaslutil in se je ustrašil, vendar sta se še naprej družila in sčasoma se je v njem iz usmiljenja rodila ljubezen. V Idolnika pa se je zaljubila tudi Anica, ki je pela v zboru, ki ga je vodil Idolnik. Nekega dne je utonila in razširila se je govorica, da je skočila v vodo zaradi Idolnika. S tem je Idolnik izgubil ugled, ni upal iz sobe in je trpel. Ko je zbolela še mati, se mu je zameril ves svet. Mimi so starši zaradi govoric odpeljali nazaj v Trst. Za Idolnika so bili to težki dnevi, pripravljati pa se je moral na začetek šole, zato se je skušal zamotiti z delom. Medtem je umrla mati in Idolnik ni več želel ostati v Vrbju, saj ga nihče ni maral, le predsednik krajevnega šolskega sveta Cvetnič ga je cenil po njegovih zaslugah. Prosil je za premestitev. Idolnik se je moral zadolževati pri različnih upnikih, saj ni imel denarja za preživetje. Dobil je novo službo nadučitelja v neki dvorazrednici.

## Vir
Josip Kostanjevec. Trenotki iz učiteljskega življenja. Spisal Josip Dolinar. Ljubljanski zvon 23/2. 148–156, 289–297, 402–413, 545–550, 600–603, 737–740. dLib